# Montemitro
Montemitro (croat molisià Mundimitar) és un municipi italià, situat a la regió de Molise. L'any 2007 tenia 470 habitants. Limita amb els municipis de Celenza sul Trigno (CH), Montefalcone nel Sannio, San Felice del Molise i Tufillo (CH). A aquest municipi i als de San Felice del Molise i Acquaviva Collecroce hi viu una minoria de croats establerts en el segle XV

## Administració
| Període | Identitat         | Partit        |
| ------- | ----------------- | ------------- |
| 2005-   | Sergio Sammartino | Llista cívica |